# Prislop (Západní Tatry)

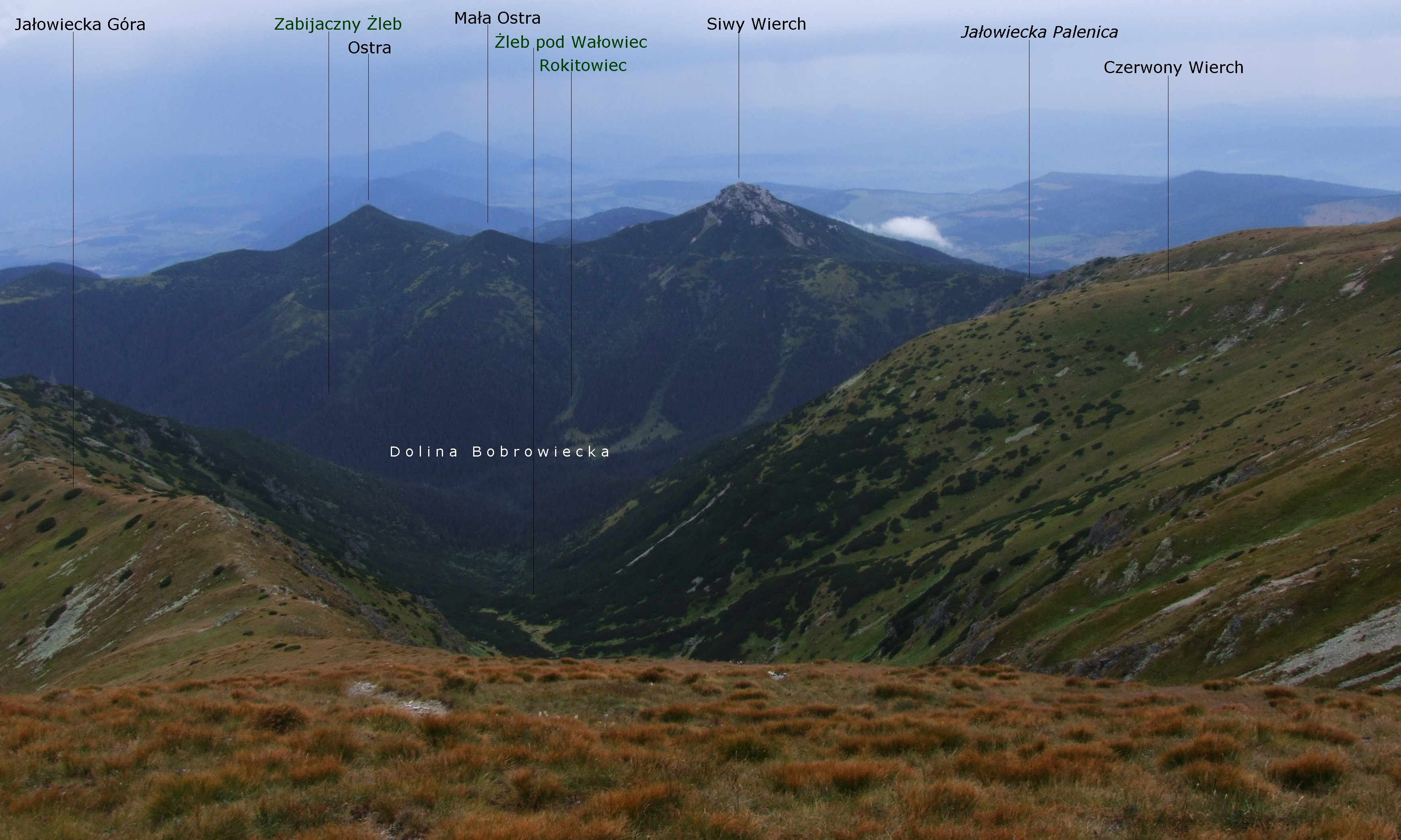
Sedlo Prislop mezi Malou Ostrou a Ostrou

Prislop (polsky Przysłop, 1680 m n. m.) je sedlo v Západních Tatrách na Slovensku. Nachází se v jižní rozsoše Sivého vrchu (1805 m n. m.) mezi vrcholy Malá Ostrá (1703 m n. m.) na severovýchodě a Ostrá (1764 m n. m.) na jihozápadě. Západní svahy spadají do horní části Suché doliny, východní do Bobrovecké doliny. Okolí sedla je tvořeno vápenci a postupně zarůstá nízkou klečí.

## Přístup
- po zelené  turistické značce ze Sivého vrchu
- po zelené  turistické značce ze sedla Predúvratie